# Miannay
Miannay é uma comuna francesa na região administrativa de Altos da França, no departamento de Somme. Estende-se por uma área de 8,81 km². Em 2010 a comuna tinha 586 habitantes (densidade: 66,5 hab./km²).